# 佐々木マサ子
佐々木 マサ子（ささき まさこ、1944年2月25日 - ）は、岩手県紫波郡出身の日本の女子プロゴルファー、指導者。 日本女子プロゴルフ協会 (JLPGA) 第1回プロテスト合格者の一人。

## 経歴
矢巾町立煙山中学校卒業。17歳からゴルフを始める。
1967年、第1回プロテストで合格。女子部創立記念競技に参加し、4位。
1968年、日本女子オープンゴルフ選手権競技2位など、賞金ランク2位 (自己最高位) 。
1969年、日本女子プロゴルフ選手権大会3位など、賞金ランク3位。
1970年は日本女子プロゴルフ九州大会で6オーバー、2位・石井美和子、山崎小夜子に1打差でツアー初優勝。同年、樋口久子とともに日本人女子で初めて全米女子プロゴルフ選手権に参戦し、24位。賞金ランク5位。
1971年は優勝なく、同5位。全米女子プロは予選落ち。
1972年、ツアー開始以来樋口の公式戦10連覇がかかった日本女子オープンは浜松シーサイドゴルフクラブ (静岡県磐田市) で開催された。2日目時点で当時アマチュアだった清元登子と首位に並ぶ。結果的に通算5オーバー、2位・山崎に1打差で自身初の公式戦優勝。賞金ランク5位。全米女子プロは予選落ち。
1973年、オールスターでは通算5オーバーで山崎、中村悦子と並びプレーオフにもつれ込んだが、山崎に敗れた。賞金ランク3位。全米女子プロは42位。
1974年、美津濃トーナメントでは通算5オーバーで並んだ樋口とのプレーオフになったが敗れた。賞金ランク5位。全米女子プロは予選落ち。
1975年から1979年までは優勝、プレーオフなし。
1980年、開幕戦のワールドレディスゴルフトーナメントでは通算イーブンパーで並んだ大迫たつ子とのプレーオフを制し、7年ぶり3度目のツアー優勝。賞金ランク8位。
1981年から1985年までは賞金ランク50位以内を確保した。賞金獲得最高額は1984年の784万円余。

## 人物・逸話
- 身長168cmと創成期の日本女子ゴルフ選手としては大柄だった。

## 成績

### JLPGAツアー優勝 (3)
| No. | 日程             | 大会名                             | スコア            | 2位との差  | 2位（タイ）           |
| --- | ---------------- | ---------------------------------- | ----------------- | ---------- | --------------------- |
| 1   | 1970年9月30日    | 日本女子プロゴルフ九州大会         | +6 (114)          | 1打差      | 石井美和子 山崎小夜子 |
| 2   | 1972年11月8-10日 | 日本女子オープンゴルフ選手権競技   | +5 (75-73-76=224) | 1打差      | 山崎小夜子            |
| 3   | 1980年4月11-13日 | ワールドレディスゴルフトーナメント | 0 (76-74-75=225)  | プレーオフ | 大迫たつ子            |

※太字は公式戦